# جان بيار كينغسلي
جان بيار كينغسلي هو موظف مدني كندي، ولد في 12 يوليو 1943 في أوتاوا في كندا.